# 瓦朗蒂尼
瓦朗蒂尼（法語：Vallentigny，法語發音：[valɑ̃tiɲi]）是法国奥布省的一个市镇，属于奥布河畔巴尔区。

## 地理
瓦朗蒂尼（48°26'48"N, 4°34'50"E）面积15.74 平方千米，位于法国大東部大區奥布省，该省份为法国中北部省份，北起马恩省，西接塞纳-马恩省，西南至约讷省，东南至科多尔省，东临上马恩省。
与瓦朗蒂尼接壤的市镇（或旧市镇、城区）包括：布利尼库尔、布列讷堡、埃波泰蒙、昂皮尼、迈济耶尔莱布列讷、蒙莫朗西博福尔、佩尔特莱布列讷、朗斯、圣莱热苏布列讷、里沃代尔瓦斯。

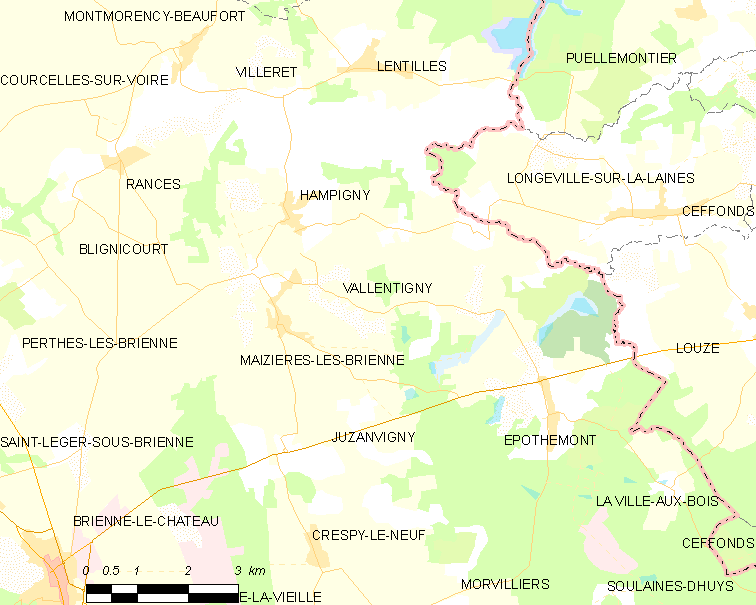
瓦朗蒂尼的OSM定位图

瓦朗蒂尼的时区为UTC+01:00、UTC+02:00（夏令时）。

## 行政
瓦朗蒂尼的邮政编码为10500，INSEE市镇编码为10393。

## 政治
瓦朗蒂尼所属的省级选区为布列讷堡县。

## 人口

1962-2008年间瓦朗蒂尼人口变化图示

瓦朗蒂尼于2022年1月1日时的人口数量为186人。